# Кірасир

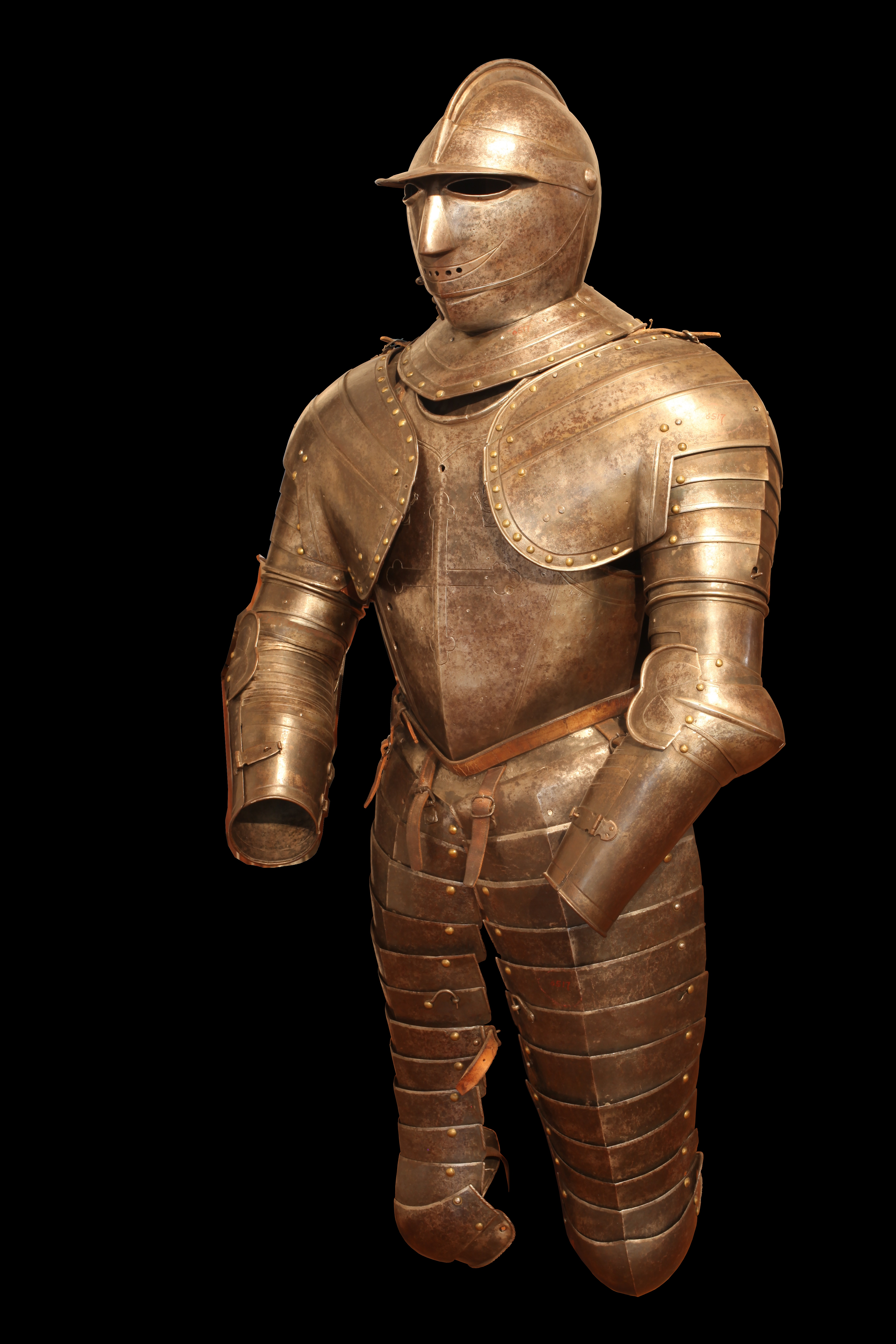
Важкий обладунок кірасира XVI—XVII ст.

Кіраси́ри (фр. cuirassiers) — вид важкої кавалерії XVI—XX століть, вершники якої були захищені кірасою. Мали на озброєнні палаш, пістолети і карабін. У XVIII — поч. XIX ст. кірасирські полки, призначені для завдання вирішального удару, існували в більшості європейських армій. На початку XX ст. кіраси були ліквідовані (крім парадної форми), а назва «кірасирські» збереглась за традицією за окремими полками в деяких арміях.

## XVI—XVII ст
Броньована кавалерія існувала вже в Стародавньому світі: у єгиптян, греків, римлян та інших народів (наприклад, македонські гетайри, перські клібанарії, парфянські катафракти і римсько-візантійські катафрактарії). У високому і пізньому Середньовіччі кіраса була неодмінним атрибутом лицарів і деяких інших кіннотників, але з початком Нового часу її значення падає.
Перші кірасири з'явилися наприкінці XVI століття в армії Моріца Оранського і були схожі на латників пізнього Середньовіччя (обладунки на зразок максимільянівського або міланського). Вони носили обладунок «у три чверті»: він закривав увесь тулуб і ноги до коліна. Голову захищали закритим шоломом, бургіньйотом або шишаком, які носили зазвичай разом з горжетом для захисту шиї. Захист тулуба складався з нагрудника і наспинника, іноді посилювався плакартом. Руки були захищені поручами, наплічниками, налокітниками. Від латних рукавиць майже відмовилися, особливо для правої руки, оскільки вони заважали заряджати пістолі. Замість комбінації коротких набедренних щитків і набедреників для захисту стегон стали використовуватися видовжені набедренні щитки, а для захисту гомілок — високі кавалерійські чоботи, що замінили раніші наголінники і сабатони. Озброєння включало в себе пару пістолів з колісцевими замками у сідлових кобурах (вони замінили лицарське копіє), меч і іноді клевець. Кінські обладунки не використовувалися.

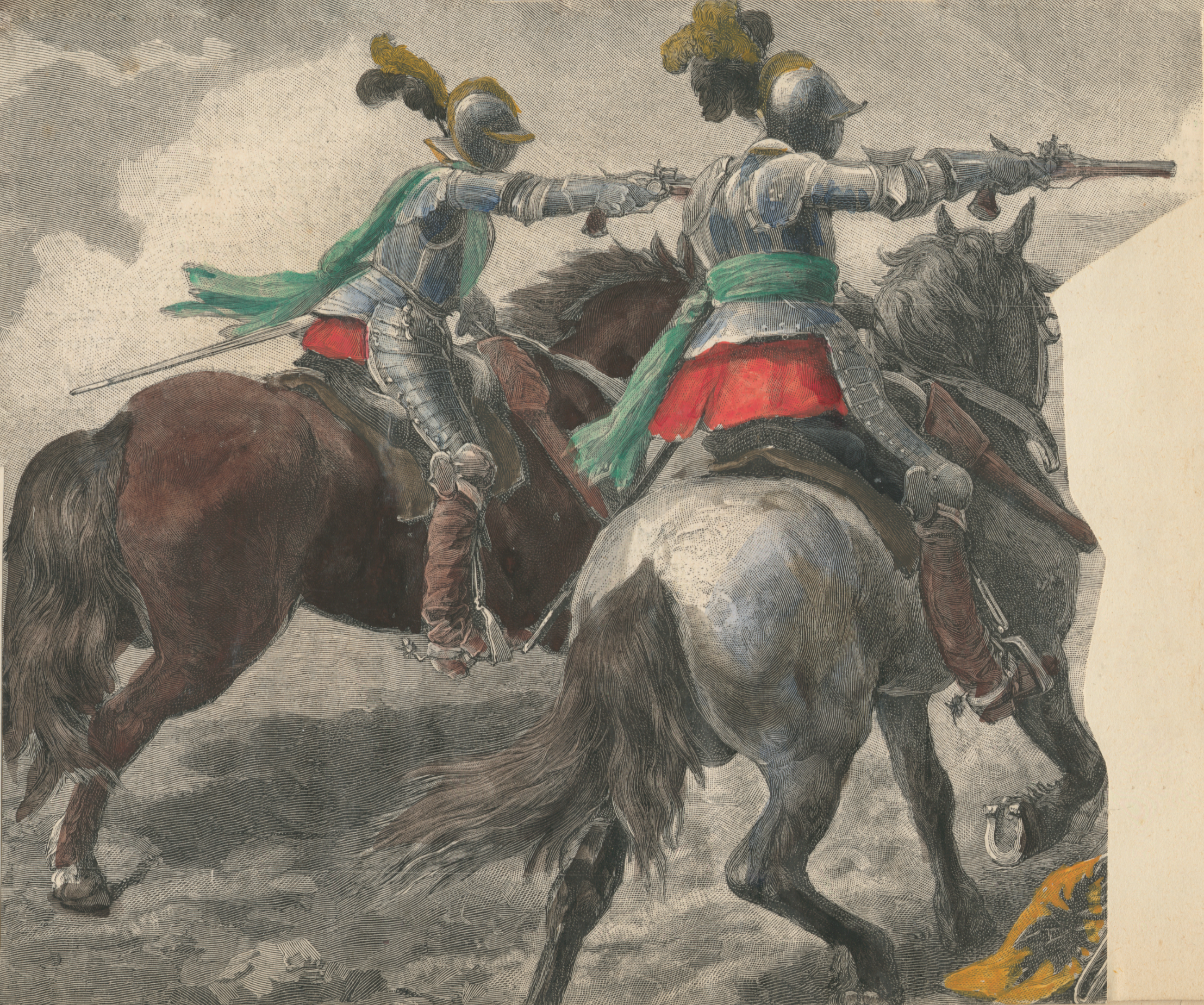
Кірасири початку XVII ст. (війська фельдмаршала Г. Г. Паппенгейма)

Обладунок кірасира був дуже дорогим: наприклад, в Англії в 1629 р. кірасирське спорядження коштувало 4 фунти 10 шилінгів (у той час як спорядження кінного аркебузира всього 1 фунт 6 шилінгів).

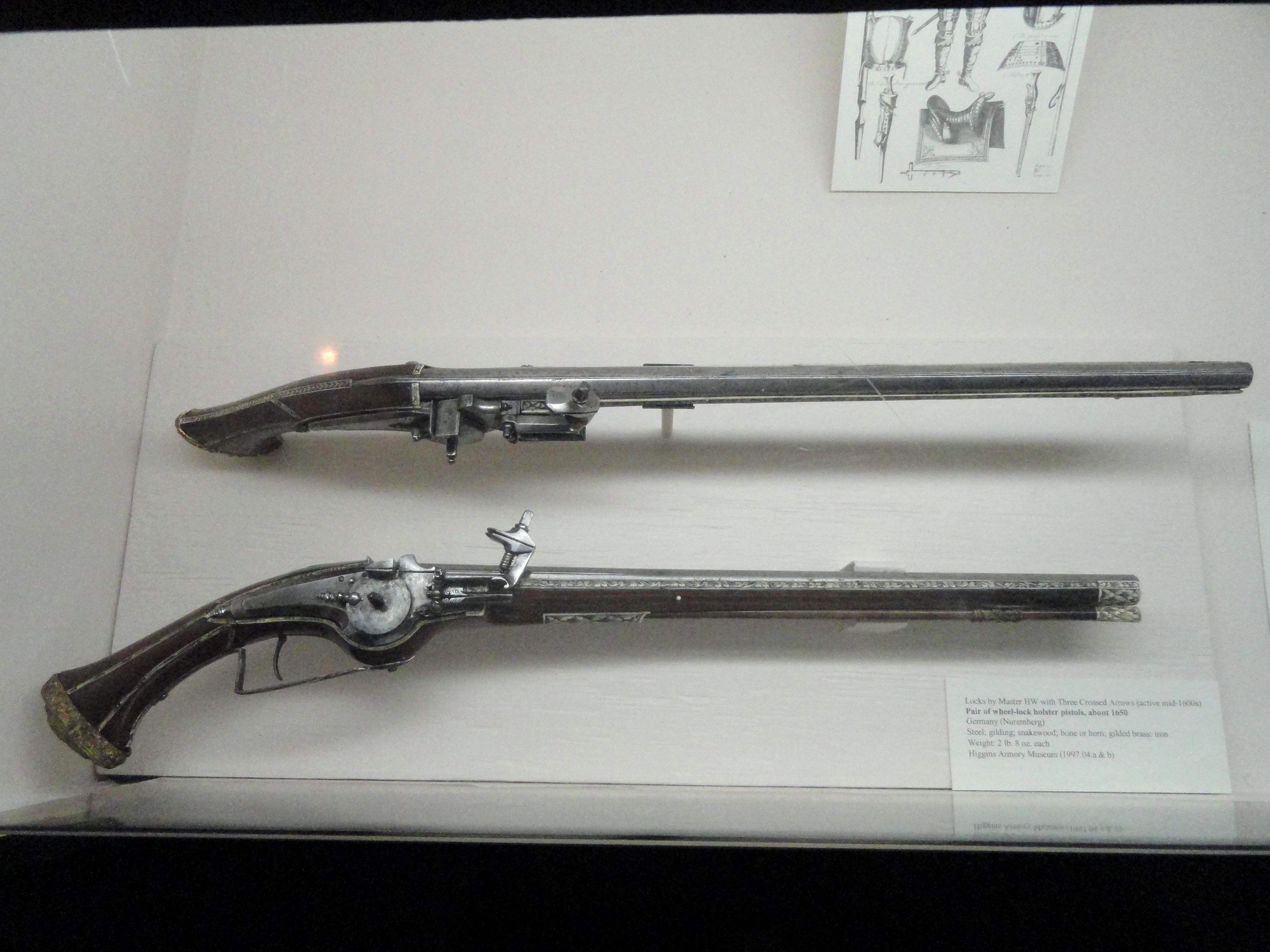
Пара колісцевих пістолетів — основна зброя ранніх кірасирів

Протягом другої половини XVI століття важка «лицарська» копия поступово виходить з ужитку, можливо, внаслідок поширення піхотної піки. Крім того, копия потребувала тривалої практики для ефективного застосування, у той час як належна вправність із вогнепальною зброєю досягалася набагато легше. Колишні списники перетворилися на озброєних пістолями кірасирів і рейтарів.
Взяття на озброєння пістоля як основної зброї призвело до розвитку тактики «караколь»: при її виконанні кірасири розряджали свої пістолі в супротивника і поверталися назад для передзаряджання під прикриттям товаришів. Після певних первісних успіхів ця тактика виявилася вкрай неефективною, оскільки ворожа піхота за наявності вогневої і чисельної переваги, могла легко відбити атаку кірасирів. Внаслідок цього змінюється концепція використовування броньованої кавалерії, основною тактикою якої стає замість обстрілу на відстані бій у тісному зіткненні зі супротивником, із застосуванням переважно клинкової зброї. Ця зміна приписується шведському королю Густаву Адольфу в 1620—1630 рр. (період Тридцятирічної війни). Він також зменшив число рядів у кавалерійських шикуваннях з раніших 6-10 (що зазвичай використовувалися в «пістольній» тактиці) до зручних у сутичці холодною зброєю 3 рядів, що також могло компенсувати недостатню чисельність шведської кавалерії, яка була нерідким явищем. Після Тридцятилітньої війни кірасири поступово витісняють рейтарів, залишаючись єдиним родом броньованої кінноти.

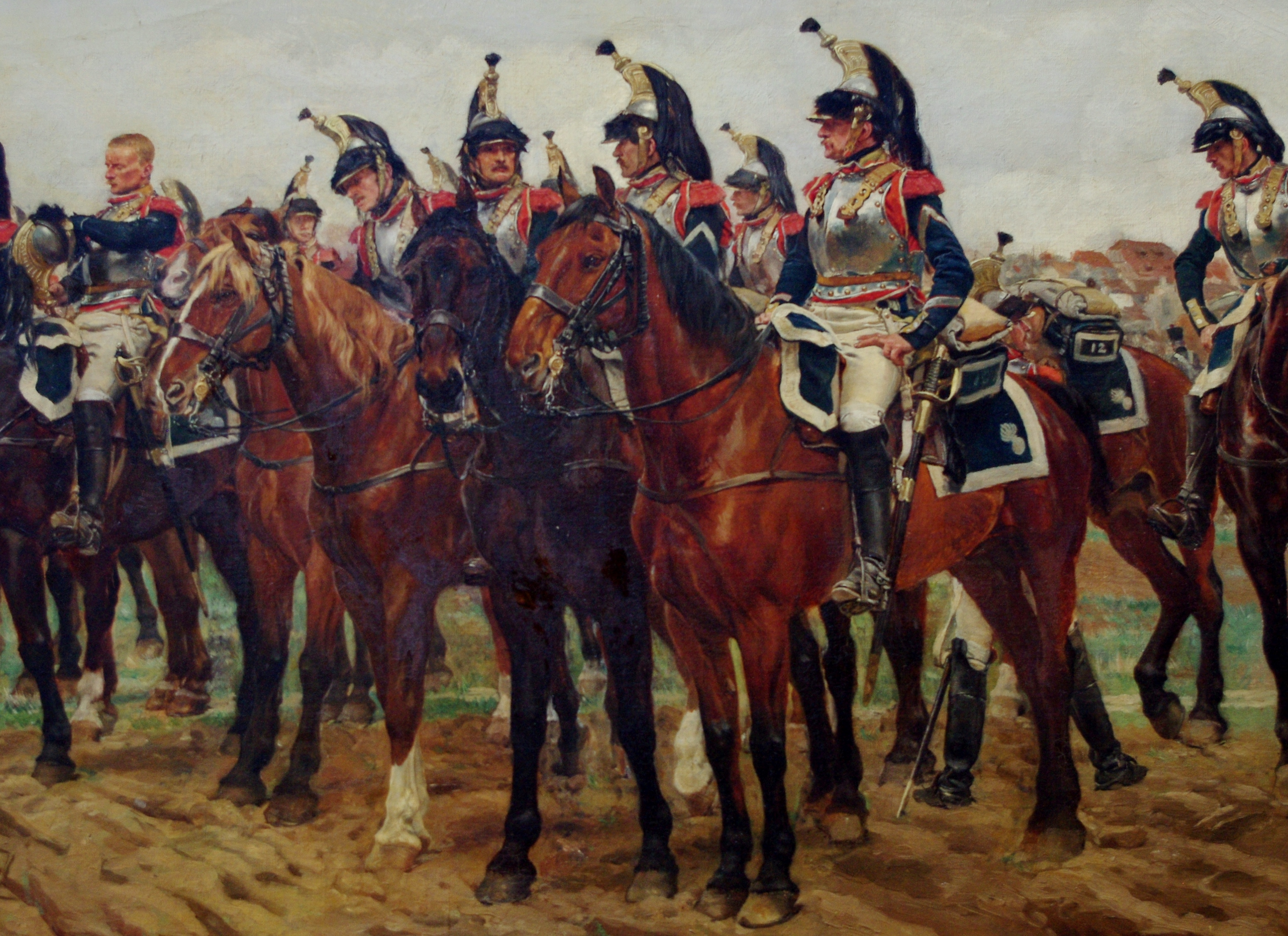
Жан-Луї Месоньє Кірасири, 1805 р.

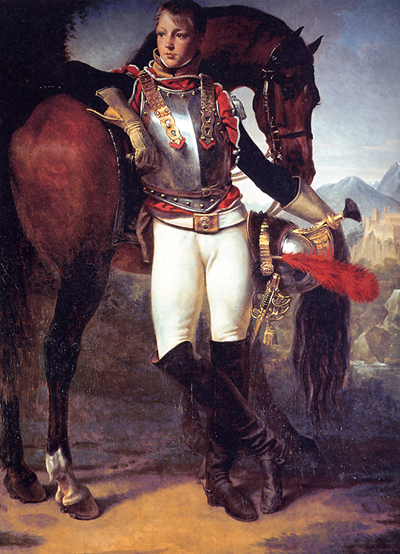
Антуан-Жан Гро, Лейтенант Шарль Легран з 12-го французького кірасирського полку, 1808 р.

В Англійській громадянській війні взяли участь лише 2 кірасирські полки: лейб-гвардійський графа Роберта Девере і «Лондонські Омари» (London lobsters), хоча воювали і окремі бійці інших полків у повному обладунку. З удосконаленням піхотної вогнепальної зброї, особливо з впровадженням мушкетів, корисність повного обладунку істотно зменшилася. На середину XVII століття кірасир у такому обладунку ставав дедалі більше анахронізмом. «Вбивчо йти на війну в цілому обладунку», — зауважував очевидець кінця XVII ст. Наприкінці століття кірасирський обладунок втрачає захист кінцівок і відтоді складається тільки з нагрудної і наспинної пластин.

## XVIII—XIX ст
Обладунок, що тепер складався тільки з нагрудної і наспинної пластин, протягом XVIII століття то скасовувався, то знову повертався в кірасирські полки. Приміром, британська кавалерія вступила у війну за іспанську спадщину без панцирного захисту, але під час війни отримала кіраси. Кірасири мали велике значення в арміях Австрії, а також у військах Фрідріха Великого. Під час французьких революційних воєн мало які полки важкої кавалерії носили бойові кіраси (це не стосувалося згаданих кірасирів австрійців). Дванадцять австрійських кірасирських полків, що існували в період 1768—1802 років (коли їх число зменшилося) носили кіраси тільки з однієї нагрудної пластини, що зменшило вагу обладунку, але в той же час залишило спину незахищеною в умовах вихрової кавалерійської сутички.
У Російській армії кірасири з'явилися за імператриці Анни Іоаннівни; пропозицію зі їх впровадження вніс фельдмаршал Б.-К. Мініх: з огляду на необхідність мати важку кавалерію, здатну вести бойові дії проти легкої турецької кінноти. Спочатку кірасирських полків було 4, у середині XVIII століття їхня кількість збільшилася до 6. Озброєння кірасирів складалося з воронованої кіраси, палаша, пари пістолетів, карабіна, підвішеного на панталері, і патронної ладівниці. З метою підвищити маневреність вершників у 1786 р., перед російсько-турецькою війною 1787–91 кіраса в кірасирських полках скасовується, а замість палаша впроваджується шабля. Імператор Павло I в 1796 р. повертає кірасирам їх кіраси і збільшує число полків до 16. У 1812 році налічувалося 10 полків; 5 з них, що найбільш відзначилися у війні з Наполеоном, отримали георгіївські штандарти, 7 — георгіївські труби, а Лейб-Кірасирський Його Величності Полк прилічений до гвардії (як Лейб-гвардії Кірасирський).
Більшість вояків важкої кавалерії у 1700—1785 рр. носили капелюх-треуголку, що ближче до кінця століття поступово еволюціонував у двоуголку. У перші два десятиліття XIX ст. двоуголки замінили каски, часто зроблені зі загартованої шкіри на латунному каркасі (у Франції кірасири використовували сталеві драгунські шоломи).

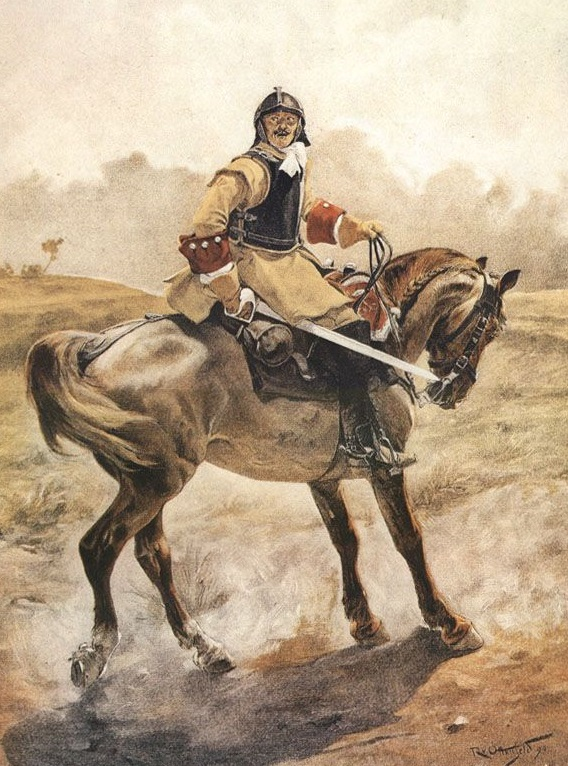
Австрійський кірасир 1705 року
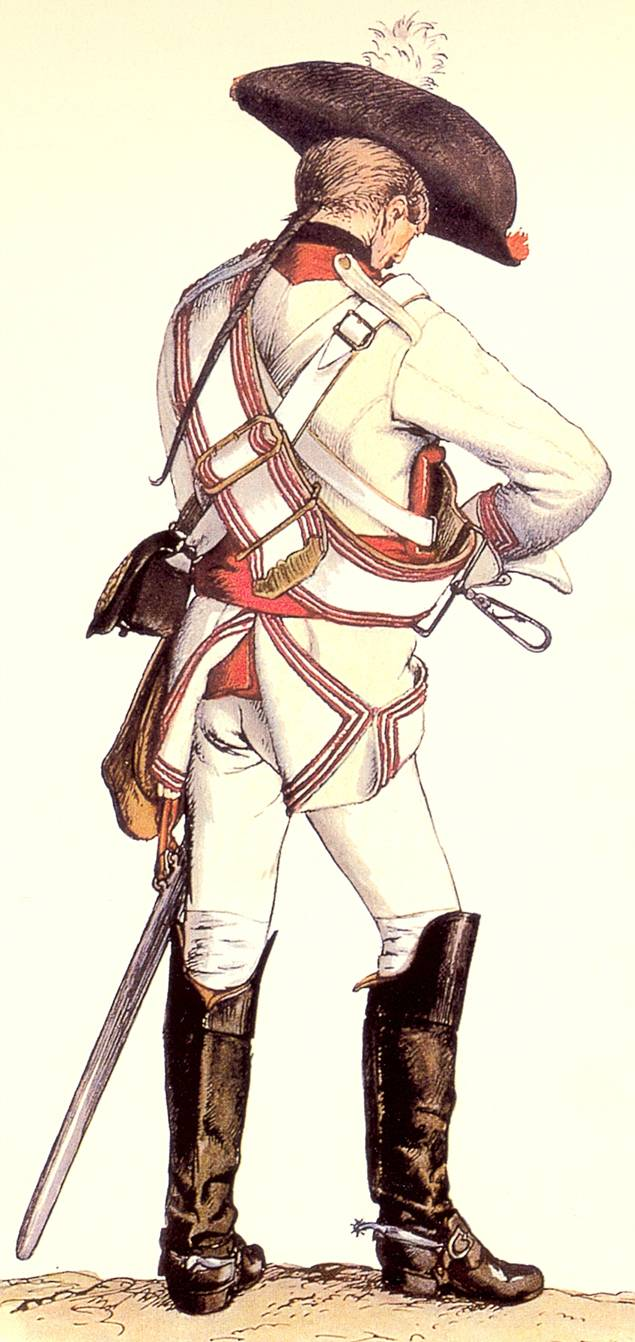
Прусський кірасир 1757 року
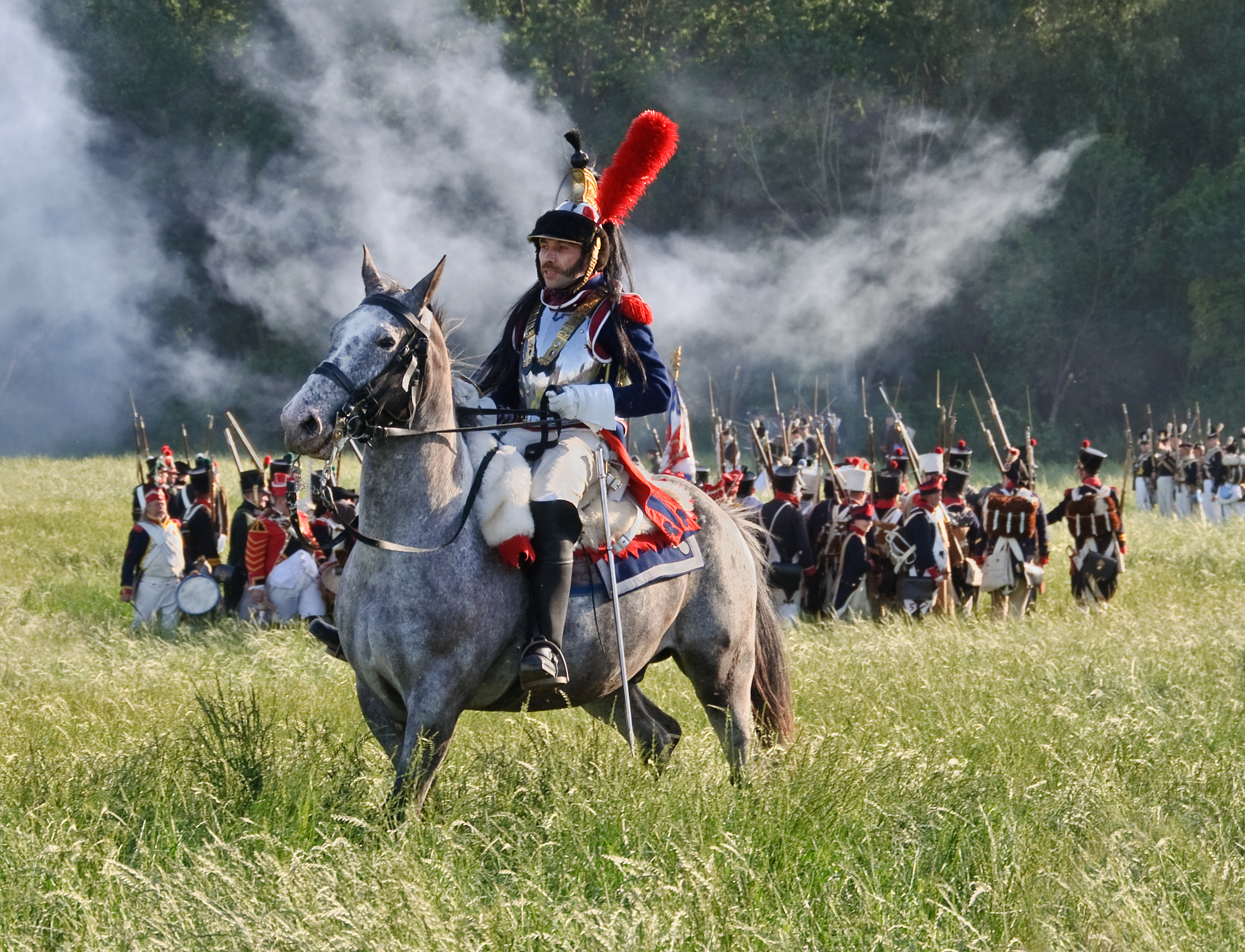
Кірасир армії Наполеона (реконструкція битви при Ватерлоо, 2011 р.)
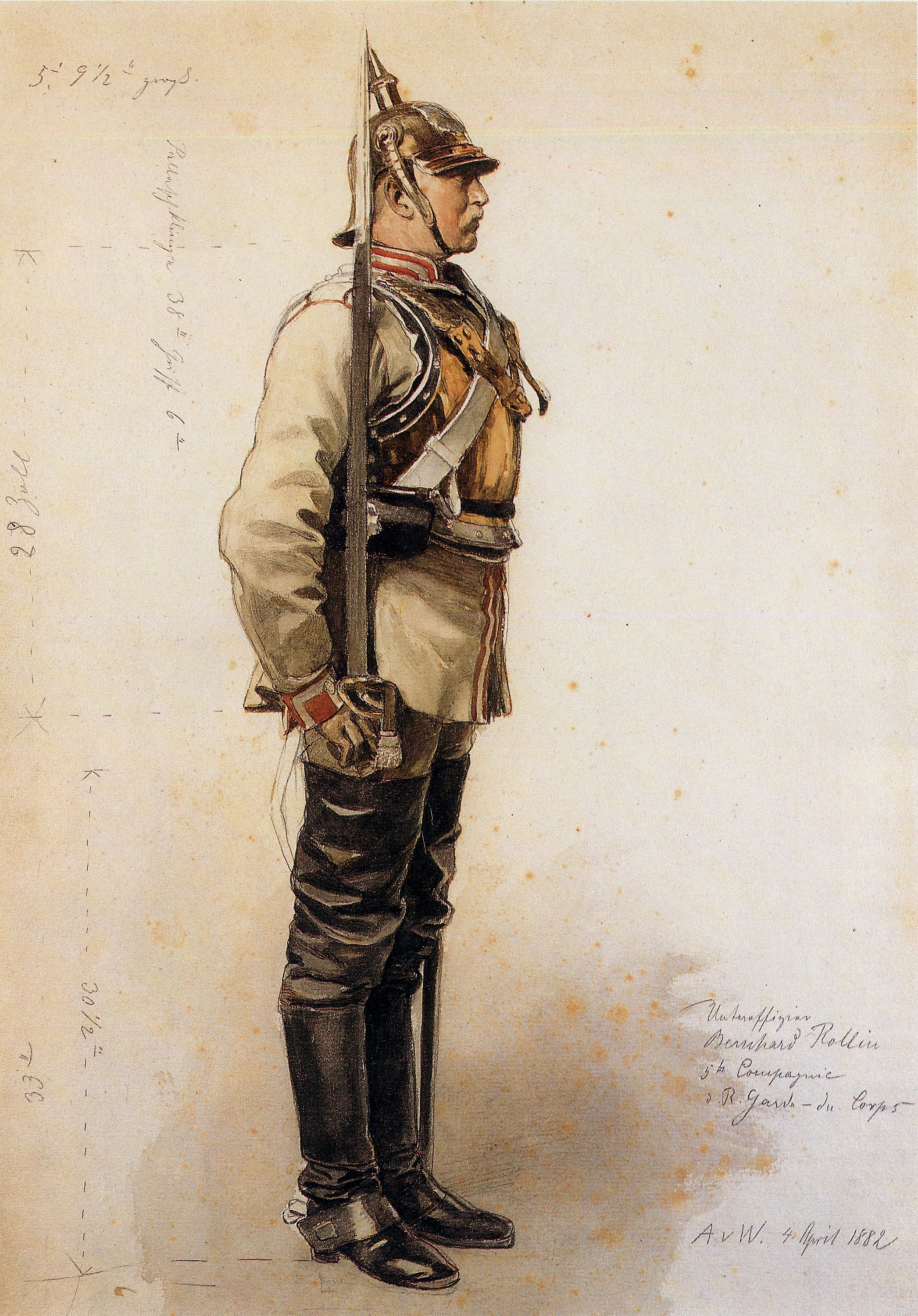
Прусський гвардійський кірасир періоду франко-прусської війни.
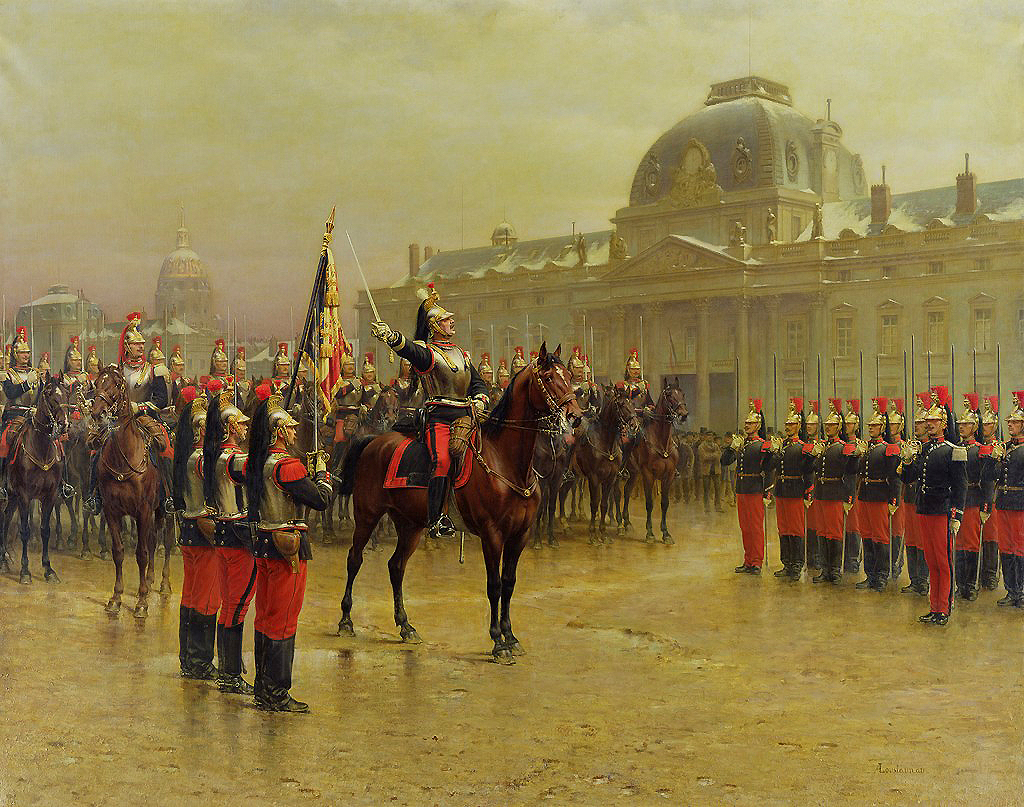
Французький 6-й кірасирський полк, 1887 р.
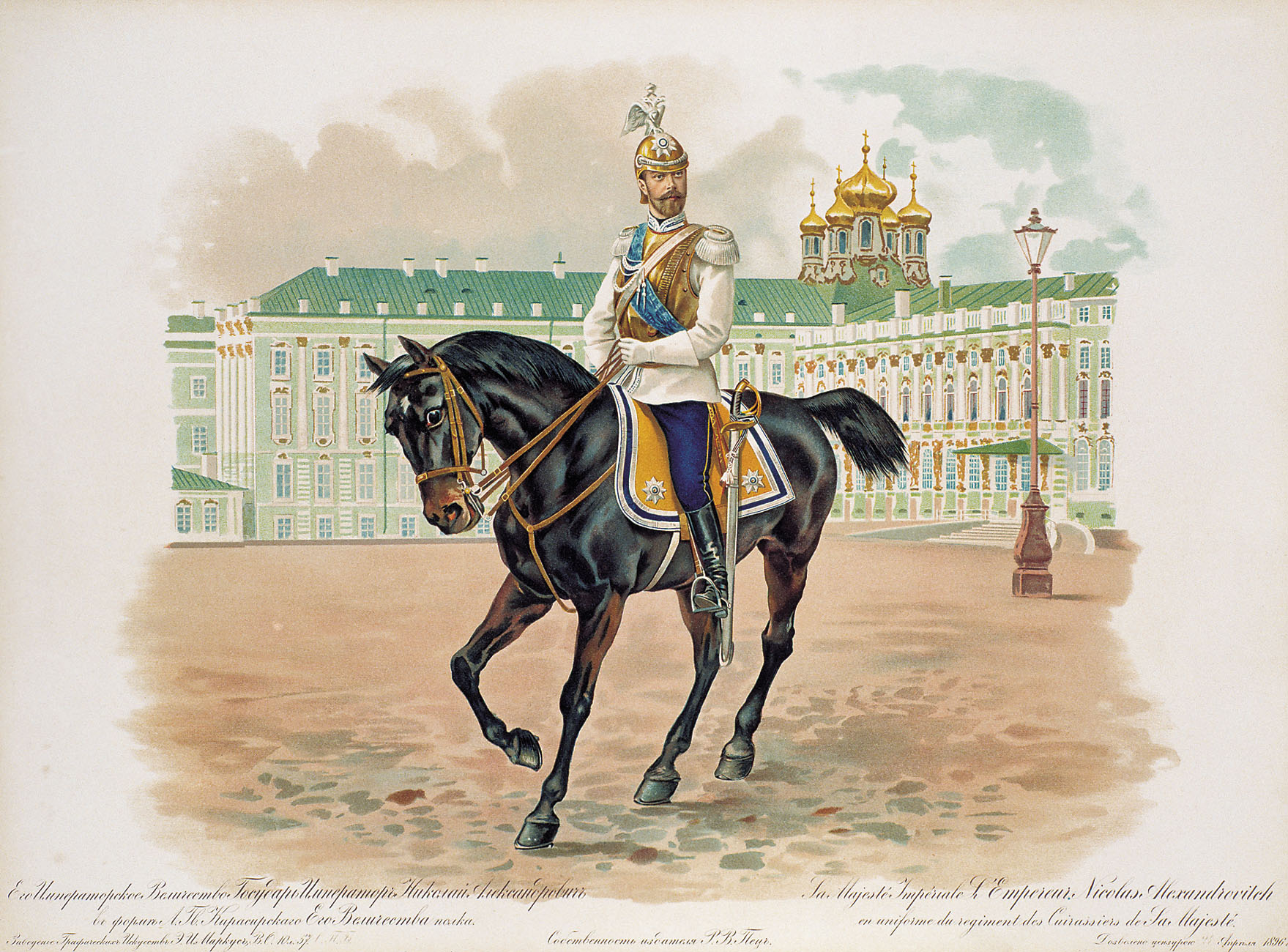
Микола II у мундирі Лейб-Гвардії Кірасирського Його Величності Полка, 1896 р.

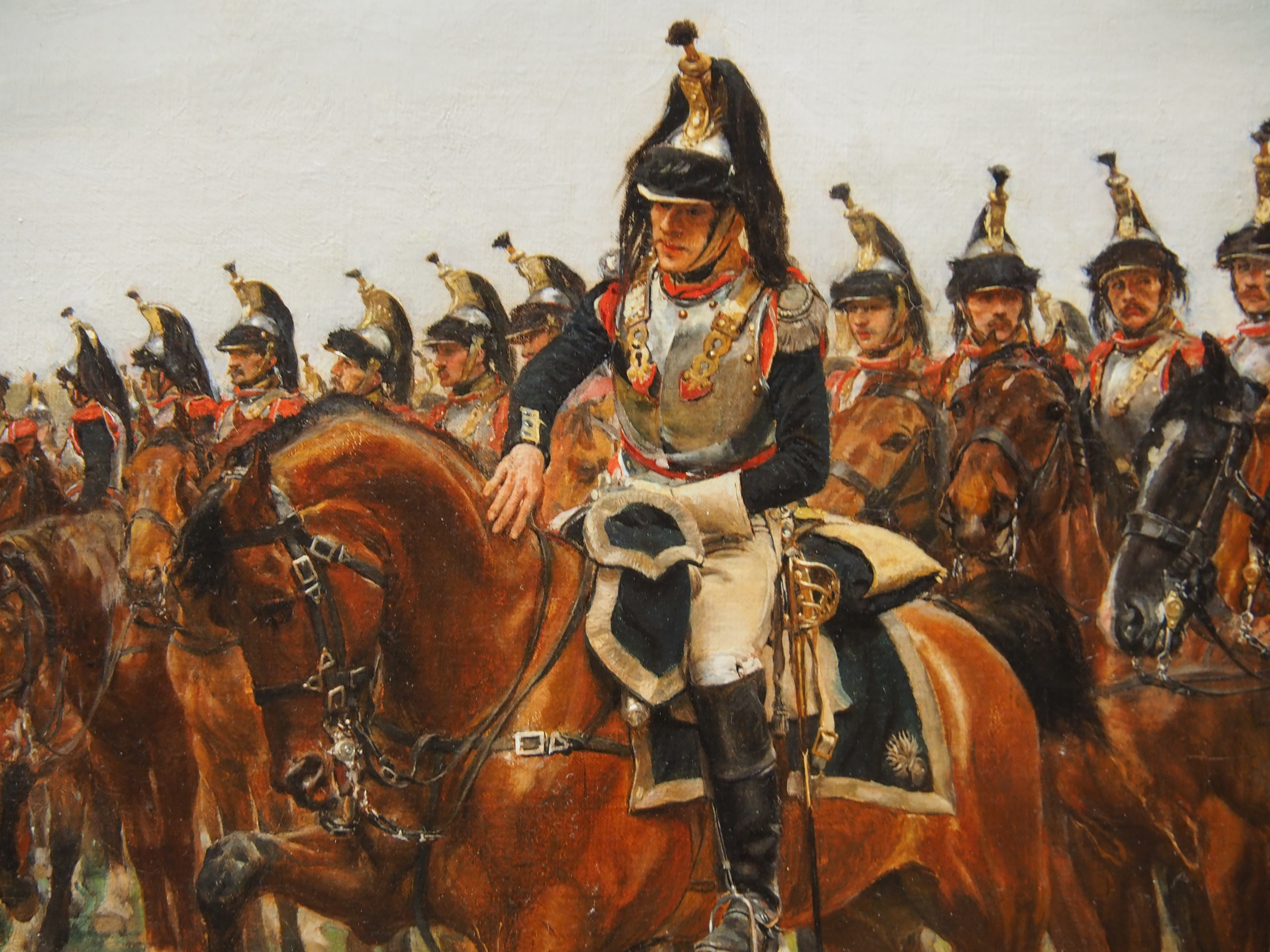
Кірасири (фрагмент картини Ж.-Л. Месоньє Перед атакою, 1805 р.)

### Участь у наполеонівських війнах
Хоча наприкінці XVIII століття кіраса вже не забезпечувала належної якості захисту від куль найновіших кременевих рушниць, вона могла захистити від вогню з далекої відстані, рикошетів, а також пістолетних пострілів. Що важливіше, у добу масового застосування кавалерії броньований нагрудник (поряд зі шоломом) забезпечував відмінний захист від клинкової зброї і пік ворожої кінноти та від піхотних багнетів. Також кіраса справляла певний психологічний ефект як на її власника (спонукаючи його сміливіше кидатися в гущу сутички), так і на супротивника (викликаючи зніяковіння перед броньованим вершником), крім того, додавала свою вагу до власної ваги коня і кавалериста, що було особливо важливо в зіткненнях з ворожою кавалерією.
Наполеон Бонапарт приділяв особливу увагу кірасирським частинам — у рамках концепції масованих кінних атак. За постановою 1804 року кірасири налічують 12 полків, з визначеною уніформою: сині мундири з яскраво-червоним оздобленням, і касками замість капелюхів. Карабіни були замінені мушкетонами, зручнішими при відбиванні атак іррегулярних військ, а також легких формувань регулярної армії.

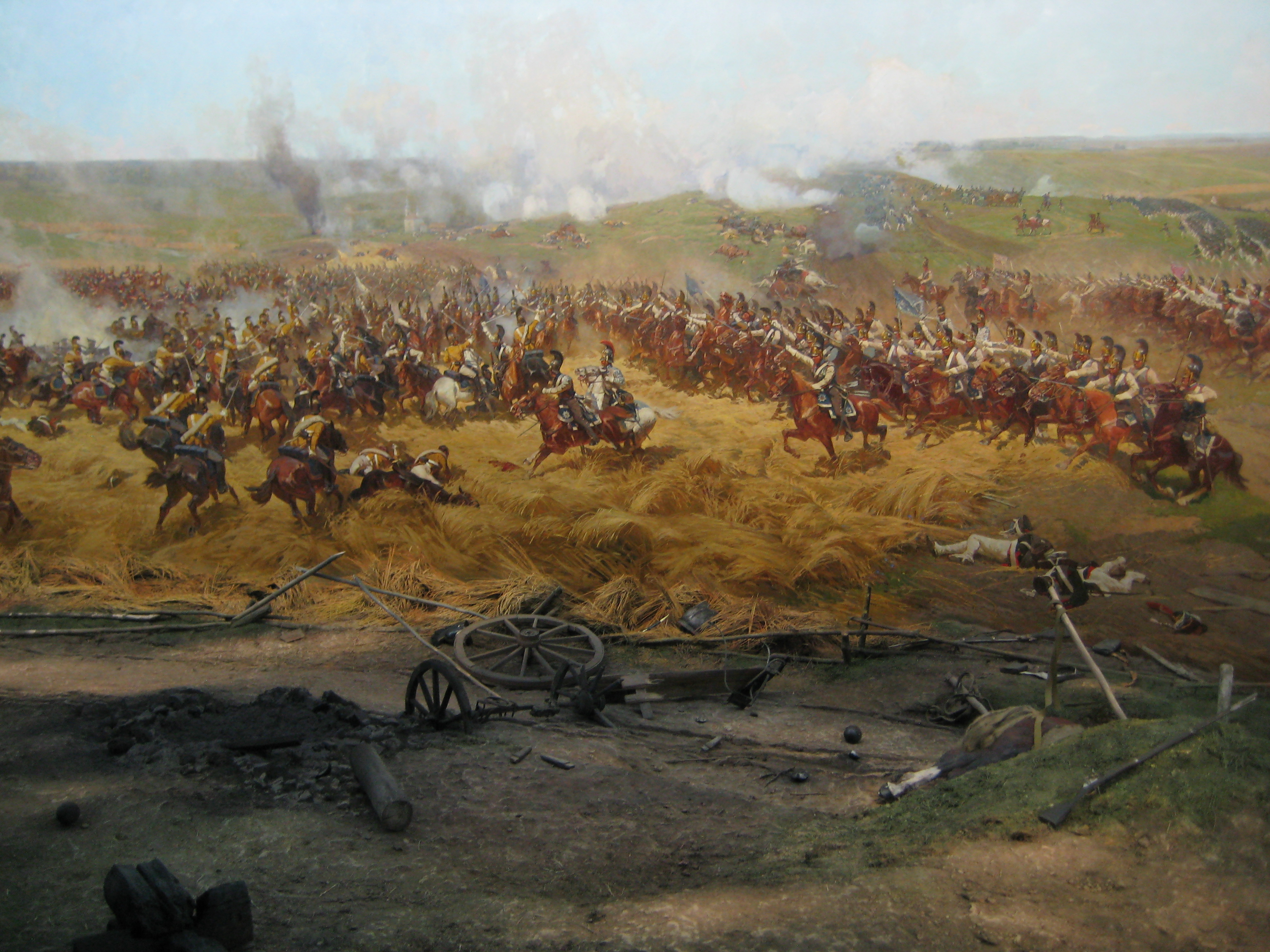
Зіткнення саксонських важких кавалеристів і польських уланів з російськими кірасирами в битві при Бородіно.
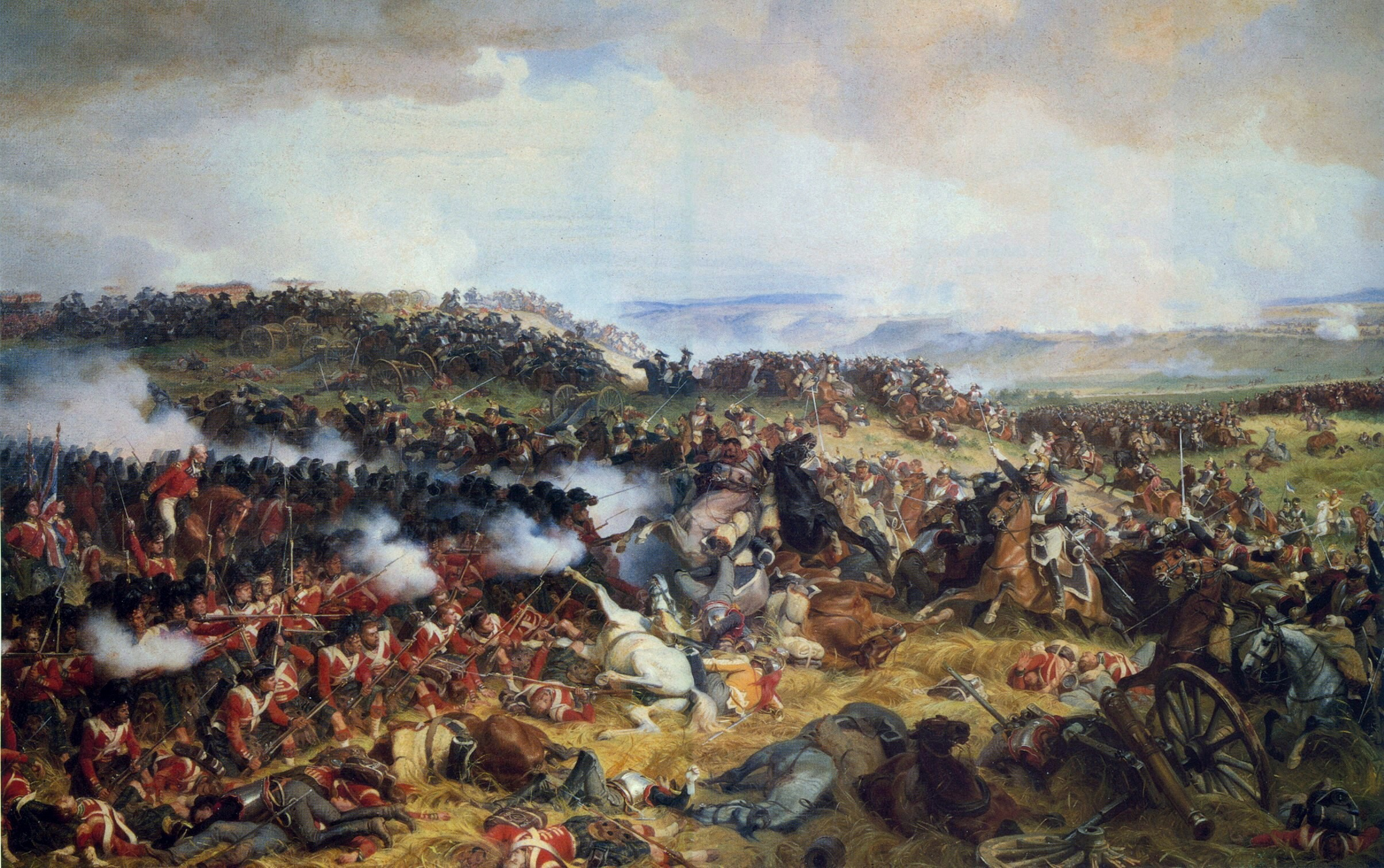
Атака французьких кірасирів на британське каре у битві при Ватерлоо.

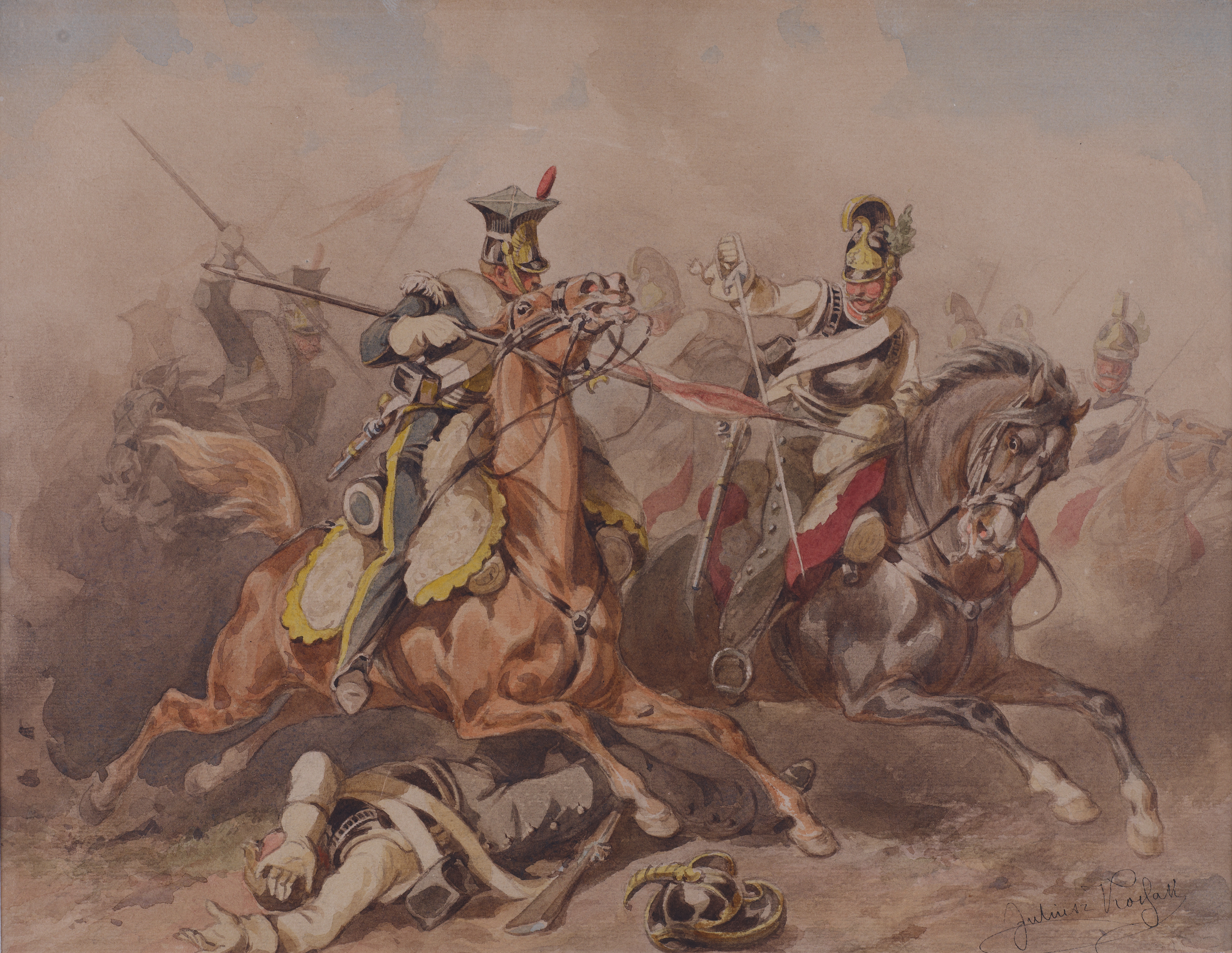
Юліуш Коссак Сутичка (двобій австрійського кірасира з польським уланом Наполеона), 1850 р.

Кіраси наполеонівських кіннотників первісно були розраховані витримувати влучення трьох рушничних куль з близької відстані, але насправді цього ніколи не вдавалося досягти. Нарешті це було визнано регламентами, і від кірас стали вимагати тримати тільки одне влучення з далекої дистанції.
Доцільність застосування кіраси іноді піддавали сумніву. Прусські кірасири відмовилися від кірас перед наполеонівськими війнами, але повернулися до них у 1814 році. У цей же період тільки один британський кавалерійський полк (королівський кінно-гвардійський) носив кіраси: у Нідерландську кампанію 1794 року, використовуючи нагрудники зі сховищ. Австрійці використовували полегшений обладунок, що складався тільки з нагрудної пластини і шолома. Наполеон вважав кірасу ефективним захистом і навіть впровадив її у двох карабінерських полках після битви при Ваграмі. У Російській армії після скасування півкірас австрійського типу в 1801 році повернулися до повних кірас у 1812, впровадивши їх у всі армійські і гвардійські кірасирські полки; у таких обладунках російські кірасири билися в Бородінській битві. Після Тарутінської битви трофейні французькі кіраси були передані Псковському драгунському полку, який офіційно був перетворений у кірасирський. Незважаючи на технологічну кращість порівняно зі середньовічними обладунками, кіраси наполеонівського часу залишалися обтяжливим аксесуаром і сильно нагрівалися в жарку погоду, проте, з огляду на надаваний додатковий захист і вражаючий вигляд броньованого вершника, продовжували зберігатися в арміях.

### Франко-прусська війна
Останнім випадком, коли кірасири зіграли головну тактичну роль ударної броньованої кавалерії, стала франко-прусська війна 1870-71 років. У французькій армії на початок війни налічувалося 11 кірасирських полків, але вони не брали участі у бойових діях починаючи аж з битви при Ватерлоо в 1815 році (бригада в складі 6-го і 9-го полків вирушила на Кримську війну, але насправді не зустрічалася зі супротивником). Відповідно перспектива дій проти прусської армії з її 10 кірасирськими полками для французьких кірасирів здавалася можливістю довести актуальність цього роду кавалерії. На практиці ж виявилося, що масовані атаки проти прусської піхоти й артилерії в битвах при Верті і при Резонвіллі призвели до сильних втрат при незначній шкоді для супротивника.

## XIX—XX ст

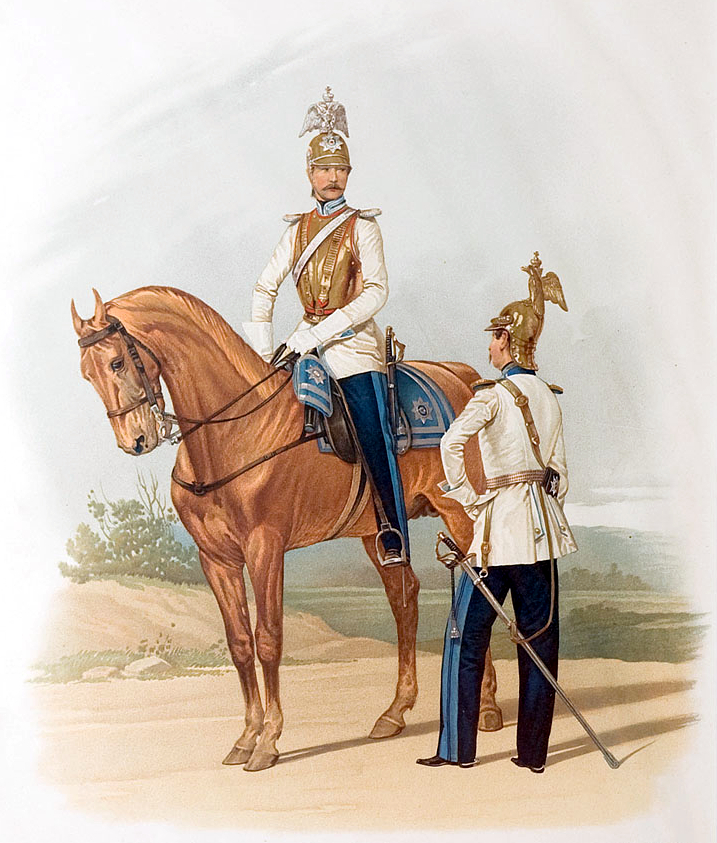
Російські гвардійські кірасири (обер-офіцери лейб-гвардії Кірасирського Його Величності і лейб-гвардії Кірасирського Її Величності полків у парадній формі), 1855 р.

Австрійські кірасири в 1860 році відмовляються від нагрудників, а в 1868 р. австрійці офіційно скасовують у себе цей рід важкої кавалерії (12 полків). Бельгія, за прикладом Франції, у 1830 р. створює 2 кірасирські полки, але з міркувань економії в 1863 р. їх перетворюють на уланські.
У німецькій армії на початок XX ст. зберігається 10 кірасирських полків (включаючи прусський Gardes du Corps і гвардійських кірасирів). Кіраси (у вигляді нагрудних пластин) служать елементом лише парадної форми і тільки в мирний час. Після поразки Німецької імперії в Першій Світовій війні німецькі кірасирські полки скасовуються.
У Російській армії у зв'язку з поширенням нарізної вогнепальної зброї чисельність кірасирських полків із середини XIX століття зменшується: у 1860 р. залишають тільки чотири гвардійських, решту перетворюють на драгунські. Наприкінці XIX ст. російські кірасири, як і німецькі, носять нагрудники-кіраси тільки як елемент парадної форми у мирний час. Станом на початок XX століття існують тільки 4 кірасирських полки: Кавалергардський, лейб-гвардії Кірасирський Його Величності, лейб-гвардії Кірасирський Її Величності та лейб-гвардії Кінний. У 1918 році вони були розформовані.
У Франції в цей період налічується 12 полків кірасирів. Французькі кірасирські полки так само продовжували носити кіраси і шоломи із султанами. Перед Першою Світовою війною обговорювалося їх збереження тільки як елемента парадної форми, але ще в перші тижні війни кіраси з шоломами зберігали у складі польової форми, обтягаючи їх коричневою або синьою тканиною поверх демаскуючих металевих елементів. Втім, незабаром виявилося, що кіраси некорисні в умовах нової війни, хоча їх офіційно скасували тільки в жовтні 1915 року. До кінця війни залишилися тільки 6 кірасирських полків і всі вони були удостоєні бойових відзнак (5 з них воювали пішими). У 1930-х ці полки опинилися в числі перших кавалерійських механізованих частин; один полк під назвою «кірасирського» (6e−12e régiment de cuirassiers) зберігається в сучасній французькій армії. Кіраси і шоломи на початку XX століття носили такі церемоніальні підрозділи, як іспанський Королівський Ескортний Ескадрон (Escolta Real), аргентинська президентська гвардія, італійський кірасирський корпус (Corazzieri).

## Найвідоміші кірасирські полки
- Королівська гвардія (Велика Британія)
- Гвардійський Кірасирський полк (Пруссія)
- Gardes du Corps (Пруссія)
- Кораццієрі / Карабінері (Італія)
- Кірасирський полк імператорської гвардії (Франція)
- Кавалергардський полк / Кірасирський полк Лейб-гвардії (Росія)